# 1956 en sociologie
| Années de la sociologie : 1953 - 1954 - 1955 - 1956 - 1957 - 1958 - 1959    |
| Décennies de la sociologie : 1920 - 1930 - 1940 - 1950 - 1960 - 1970 - 1980 |

Cet article présente les événements de l'année 1956 dans le domaine de la sociologie. 

## Publications

### Livres
- Vere Gordon Childe, Man Makes Himself
- Viola Klein, Alva Reimer Myrdal, Women, Two Roles: Home and Work
- David Lockwood, Some Remarks on “The Social System"
- Charles Wright Mills, The Power Elite
- Pitirim Sorokin, Fads and Foibles in Modern Sociology and Related Sciences
- Asher Tropp, School teachers : the growth of the teaching profession in England and Wales from 1800 to the present day
- Max Weber, The Soteriology of the Underprivileged

## Congrès
- IIIe congrès de l'Association internationale de sociologie — Amsterdam, Pays-Bas.